# Société de castes
Une société de castes est une société hiérarchisée composée de groupes sociaux endogames, aux relations fortement codifiées. Cette notion est distincte de celles de tribu, de clan et d’ethnie. Elle n’a pas obligatoirement de connotation de pureté religieuse : c’est le cas du système de castes en Inde.
La société de castes se distingue des sociétés d'ordres, établies sur une hiérarchie de la dignité, et des sociétés de classes, fondées sur des critères de fortune. 